# Gaullin
Gaullin, pseudonimo di Linas Gaudutis (Panevėžys, ...), è un disc jockey e produttore discografico lituano.
È diventato noto grazie al singolo Moonlight del 2018, una versione stile Brazilian bass dell’originale di XXXTentacion.

## Carriera
Gaullin comincia a rilasciare i primi singoli sulla propria pagina Soundcloud nel 2017. Nell’estate 2018 rilascia Moonlight due settimane dopo dalla morte dell’artista originale del singolo, il rapper XXXTentacion; il brano raggiunge popolarità nel nord Europa solo alla fine del 2018 (dopo aver spopolato in Lituania grazie alla piattaforma social TikTok) entrando nelle varie classifiche nazionali e raggiungendo i primi posti. Il singolo, poi, si diffuse maggiormente in tutta Europa dal marzo 2019. Legato alla B1 Recordings ed alla Lituania HQ, nel 2018 Gaullin pubblica il suo primo EP, Wonder. Nel corso degli anni ha collaborato per vari singoli con un altro artista emergente nel mondo della musica elettronica, l’anch’egli lituano Lucky Luke.

## Discografia

### EP
- 2018: Wonder

### Singoli
- 2017: Crush (con Lucky Luke)
- 2017: Time (con EveBel)
- 2017: We Can
- 2017: Close Your Eyes (con Aivarask)
- 2017: Out My Mind (con LTGTR feat. Mar Q)
- 2017: Sun Goes Down
- 2017: Wait
- 2017: Leave The World (con Dwin)
- 2018: Step Back (con LTGTR)
- 2018: All The Things
- 2018: Over You (con HGZ)
- 2018: Where R U (con Kaan Pars)
- 2018: Friend (con Lucky Luke)
- 2018: Find You
- 2018: Bang Bang 99 (con Dwin)
- 2018: Talk To Me
- 2018: Op Opa
- 2018: Like U
- 2018: I Can See
- 2018: Moonlight
- 2019: Without Me
- 2019: Sweater Weather (con Julian Perretta)
- 2020: Heart Rate
- 2020: Cherry Cola (con Lucky Luke)
- 2020: Ballin’ (con Digital Farm Animals feat. Tim North)
- 2020: Money
- 2020: Top Down (con Lucky Luke feat. Tim North)
- 2021: Lonely (con ANGEMI)
- 2021: Simple Song
- 2021: Pretty Please (con Inna)

### Altri singoli
- 2020: So We Go (feat. Katy Tiz) (Martin Jensen Edit)

### Remix
- 2017: Dwin – LaLaLaLaLa (Gaullin Remix)
- 2019: Winona Oak – He Don't Love Me (Gaullin Remix)